# Dawson Knox
Dawson Alan Knox (Brentwood, 14 novembre 1996) è un giocatore di football americano statunitense che milita nel ruolo di tight end per i Buffalo Bills della National Football League (NFL).

## Carriera

### Buffalo Bills
Knox fu scelto nel corso del terzo giro (96º assoluto) del Draft NFL 2019 dai Buffalo Bills. Il 22 settembre ricevette il suo primo touchdown da Josh Allen contro i Cincinnati Bengals. Contribuì inoltre nel drive della vittoria, ricevendo da Allen un altro passaggio da 49 yard e sfuggendo a due difensori dei Bengals, azione che in seguito avrebbe portato al touchdown di Frank Gore. La sua partita terminò con 3 ricezioni per 67 yard e i Bills vinsero 21-17. Concluse una stagione da rookie di alti e bassi con 28 ricezioni per 388 yard e 2 touchdown in 15 presenze, 11 delle quali come titolare.
Nella settimana 4 della stagione 2021 Knox segnò due touchdown su ricezione nella vittoria per 44-0 sugli Houston Texans.
Nel primo turno dei playoff 2022 Know andò a segno nella vittoria sui Miami Dolphins. A fine stagione fu convocato per il suo primo Pro Bowl in sostituzione di Travis Kelce, impegnato nel Super Bowl LVII, dopo avere fatto registrare 48 ricezioni per 517 yard e 6 touchdown.

## Palmarès
- Convocazioni al Pro Bowl: 1

2022